# جذر بطناني للعصب النخاعي
الجذر بطناني للعصب النخاعي (الشوكي) في التشريح وعلم الأعصاب هو الجذر الأمامي أو الجذر الحركي الصادر من العصب النخاعي (ينقل الإشارات من الحبل النخاعي الى الجزء الطرفي من الجسم).
في النهاية يتحد الجذر البطني (الحركي) مع الجذر الظهري (الحسي) ليشكل عصب نخاعي مختلط (حركي وحسي).

## صور أُخرى

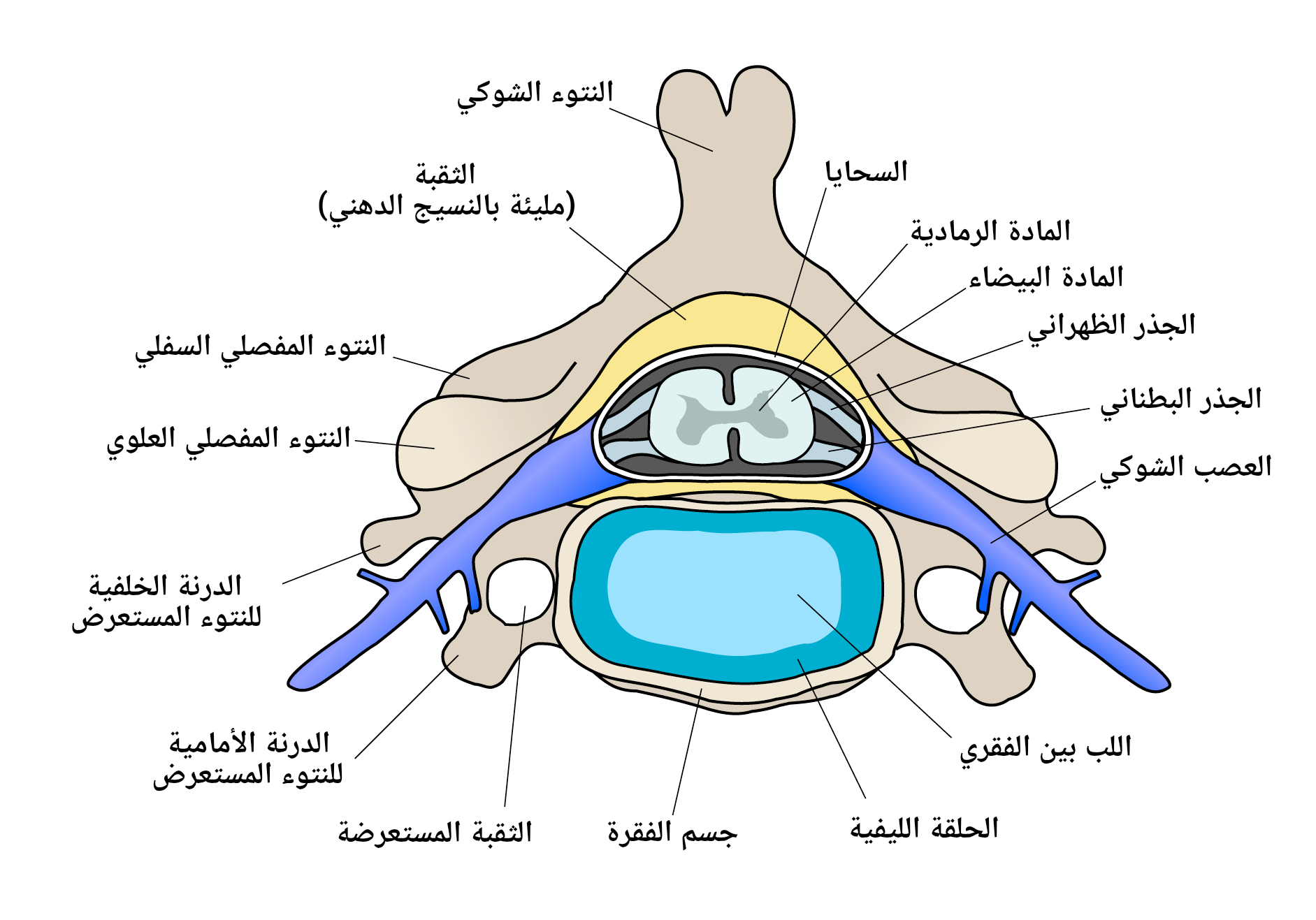
الفقرات العنقية.
النُّخاع.
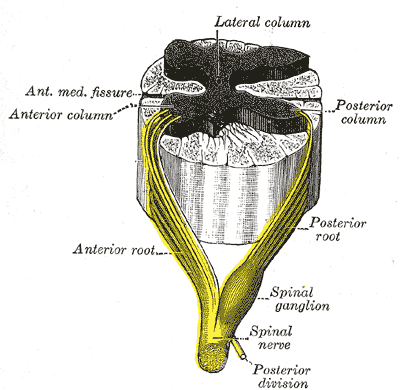
العصب النخاعي الأمامي والخلفي.
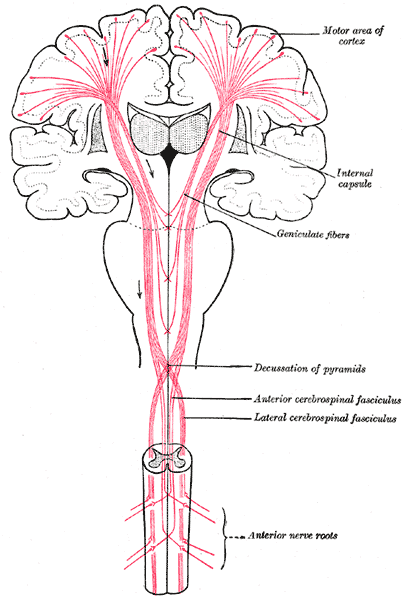
السبيل الحركي.
مقطع عرضي من النُخاع وأغشيته.
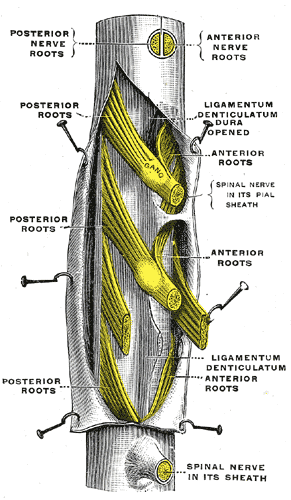
جزء من الحبل الشوكي يظهر فيه السطح الجانبي الأيمن، تُشق الأم الجافية وتُرتب لإظهار جذور الأعصاب.
مخطط يوضح تركيب العصب النخاعي.

## وصلات خارجية
- شكل تشريحي: 02:04-12 على موقع مركز سوني دونستات الطبي (تشريح بشري عبر الإنترنت).
- أطلس تشريح جامعة ميشيغان n3a6p1
- Anatomy Atlases - Microscopic Anatomy, plate 06.114
- Diagram at tcc.fl.edu (look for #2)